# Mikepércs
Mikepércs é um município da Hungria, situado no condado de Hajdú-Bihar. Tem 36,93 km² de área e sua população em 2015 foi estimada em 4.480 habitantes.